# Lijst van nummer 1-hits in de UK Singles Chart in 1984
Deze hits stonden in 1984 op nummer 1 in de UK Singles Chart:
| Datum        | Artiest                   | Titel                           |
| ------------ | ------------------------- | ------------------------------- |
| 7 januari    | The Flying Pickets        | Only you                        |
| 14 januari   | Paul McCartney            | Pipes of peace                  |
| 21 januari   | Paul McCartney            | Pipes of peace                  |
| 28 januari   | Frankie Goes To Hollywood | Relax                           |
| 4 februari   | Frankie Goes To Hollywood | Relax                           |
| 11 februari  | Frankie Goes To Hollywood | Relax                           |
| 18 februari  | Frankie Goes To Hollywood | Relax                           |
| 25 februari  | Frankie Goes To Hollywood | Relax                           |
| 3 maart      | Nena                      | 99 red balloons                 |
| 10 maart     | Nena                      | 99 red balloons                 |
| 17 maart     | Nena                      | 99 red balloons                 |
| 24 maart     | Lionel Richie             | Hello                           |
| 31 maart     | Lionel Richie             | Hello                           |
| 7 april      | Lionel Richie             | Hello                           |
| 14 april     | Lionel Richie             | Hello                           |
| 21 april     | Lionel Richie             | Hello                           |
| 28 april     | Lionel Richie             | Hello                           |
| 5 mei        | Duran Duran               | The reflex                      |
| 12 mei       | Duran Duran               | The reflex                      |
| 19 mei       | Duran Duran               | The reflex                      |
| 26 mei       | Duran Duran               | The reflex                      |
| 2 juni       | Wham!                     | Wake me up before you go-go     |
| 9 juni       | Wham!                     | Wake me up before you go-go     |
| 16 juni      | Frankie Goes To Hollywood | Two tribes                      |
| 23 juni      | Frankie Goes To Hollywood | Two tribes                      |
| 30 juni      | Frankie Goes To Hollywood | Two tribes                      |
| 7 juli       | Frankie Goes To Hollywood | Two tribes                      |
| 14 juli      | Frankie Goes To Hollywood | Two tribes                      |
| 21 juli      | Frankie Goes To Hollywood | Two tribes                      |
| 28 juli      | Frankie Goes To Hollywood | Two tribes                      |
| 4 augustus   | Frankie Goes To Hollywood | Two tribes                      |
| 11 augustus  | Frankie Goes To Hollywood | Two tribes                      |
| 18 augustus  | George Michael            | Careless whisper                |
| 25 augustus  | George Michael            | Careless whisper                |
| 1 september  | George Michael            | Careless whisper                |
| 8 september  | Stevie Wonder             | I just called to say I love you |
| 15 september | Stevie Wonder             | I just called to say I love you |
| 22 september | Stevie Wonder             | I just called to say I love you |
| 29 september | Stevie Wonder             | I just called to say I love you |
| 6 oktober    | Stevie Wonder             | I just called to say I love you |
| 13 oktober   | Stevie Wonder             | I just called to say I love you |
| 20 oktober   | Wham!                     | Freedom                         |
| 27 oktober   | Wham!                     | Freedom                         |
| 3 november   | Wham!                     | Freedom                         |
| 10 november  | Chaka Khan                | I feel for you                  |
| 17 november  | Chaka Khan                | I feel for you                  |
| 24 november  | Chaka Khan                | I feel for you                  |
| 1 december   | Jim Diamond               | I should have known better      |
| 8 december   | Frankie Goes To Hollywood | The power of love               |
| 15 december  | Band Aid                  | Do they know it's Christmas     |
| 22 december  | Band Aid                  | Do they know it's Christmas     |
| 29 december  | Band Aid                  | Do they know it's Christmas     |

1952 ·
1953 ·
1954 ·
1955 ·
1956 ·
1957 ·
1958 ·
1959 ·
1960 ·
1961 ·
1962 ·
1963 ·
1964 ·
1965 ·
1966 ·
1967 ·
1968 ·
1969 ·
1970 ·
1971 ·
1972 ·
1973 ·
1974 ·
1975 ·
1976 ·
1977 ·
1978 ·
1979 ·
1980 ·
1981 ·
1982 ·
1983 ·
1984 ·
1985 ·
1986 ·
1987 ·
1988 ·
1989 ·
1990 ·
1991 ·
1992 ·
1993 ·
1994 ·
1995 ·
1996 ·
1997 ·
1998 ·
1999 ·
2000 ·
2001 ·
2002 ·
2003 ·
2004 ·
2005 ·
2006 ·
2007 ·
2008 ·
2009 ·
2010 ·
2011 ·
2012 ·
2013 ·
2014 ·
2015 ·
2016 ·
2017 ·
2018 ·
2019 ·
2020 ·
2021
- Nederland (Top 40)
- Nederland (Single Top 100)
- Nederland (Verrukkelijke 15)
- Vlaanderen (Radio 2 Top 30)
- Duitsland
- Frankrijk
- Italië
- Verenigd Koninkrijk
- Verenigde Staten (Hot 100)